# Ӂ
Ӂ, ӂ е 8-ата буква в молдовската кирилска азбука и обозначава звучната задвенечна преградно-проходна съгласна /dʒ/ ([дж]). Съответства на латинската буква G в румънската азбука, когато се пише пред буквите i или e (Giurgiu – Джурджу, general – дженерал). Буква Ӂ се използва също така в гагаузката кирилска азбука.
Буквата е създадена като към Ж е добавен диакритическият знак бревис (кратка). В румънската кирилица до средата на 19 век вместо Ӂ се използва буква Џ.

## Кодове
| Буква  | Уникод | HTML    |
| ------ | ------ | ------- |
| Главна | U+04DE | &#1217; |
| Малка  | U+04DF | &#1218; |